# Espanya i la bomba atòmica
La bomba atòmica espanyola és un dels capítols més insòlits de la història militar espanyola. En un món dividit en blocs i on encara eren recents els desastres de la Guerra Mundial, Espanya podria haver creat el seu propi arsenal atòmic. Un equip de científics del més alt nivell, integrats a la Junta d'Energia Nuclear (JEN), treballà durant gairebé dues dècades per a desenvolupar i construir armament nuclear dissuasiu com feren França, Xina o Regne Unit en aquella època.

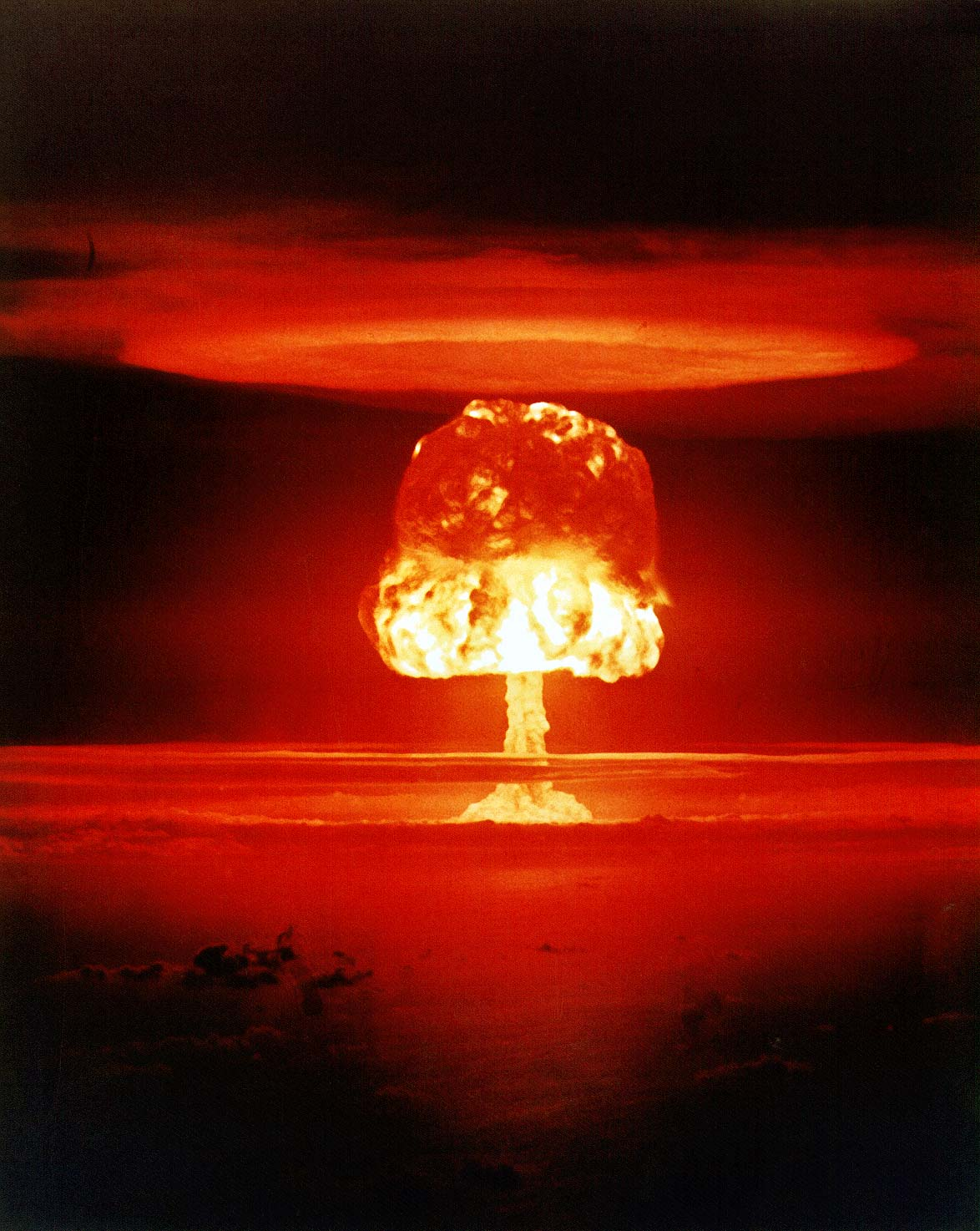

## Origen del projecte
El Vicepresident del Govern de l'època, el Capità General Agustín Muñoz Grandes aprovà la proposta del President de la JEN, José María Otero, a finals de 1962. Era el Projecte Islero, com el toro que matà a Manolete. L'enginyer nuclear Guillermo Velarde, qui havia estudiat als Estats Units, seria l'encarregat de planificar i dirigir la construcció d'una bomba de plutoni.
Al cap de dos anys de treballs intensos on hi participaren diferents divisions de la JEN, la bomba quedà configurada com una esfera buida de plutoni enriquit, que s'havia d'obtenir a partir del combustible reciclat de la central nuclear de Vandellòs I. Malgrat l'anterior, acabat el dossier del projecte, Franco decidí aturar el desenvolupament de l'artefacte per influència del Ministre d'Indústria, Gregorio López-Bravo. Dins el règim franquista hi va haver postures contràries sobre aquest tema; mentre uns temien sancions econòmiques per part dels Estats Units, altres consideraven el pes internacional que podia guanyar Espanya com a potència nuclear.

## Incident de Palomares i la història posterior
Quan ja feia un any des que s'havia entregat el projecte Velarde fou enviat a investigar les restes de les bombes termonuclears perdudes degut a un accident de dos avions estatunidencs.
Allà pogué descobrir la clau de les bombes d'hidrogen -mètode d'Ullam-Teller-, amb la qual cosa Espanya es convertí en el cinquè país que sabia el secret, darrere els Estats Units, l'URSS, França i Xina. Malgrat aquest argument l'opinió del dictador no canvià. Malgrat l'anterior el general Manuel Díez-Alegria, assumit el càrrec de cap de l'Alt Estat Major al principi de la dècada dels setanta, demana a Velarde que continués les seves investigacions. Àdhuc li encarregà un informe sobre la capacitat armamentística nuclear espanyola amb motiu de la visita del Secretari d'Estat nord-americà Henry Kissinger qui s'entrevista amb el president Carrero Blanco un dia abans del seu assassinat per ETA. El seu successor Carlos Arias Navarro donà un impuls nou al Projecte Islero, però mai va prosperar degut a les pressions dels Estats Units. Encara que president Adolfo Suárez -quan Espanya ja havia entrat a l'època democràtica- es mostra favorable a la producció d'armes atòmiques i termonuclears, Espanya es va veure obligada a arxivar definitivament les seves aspiracions amb la firma de les salvaguardes de l'Organisme Internacional d'Energia Atòmica i del Tractat de No Proliferació Nuclear.
El gran esforç científic liderat pel general Velarde es va reconduir des de l'àmbit militar al civil amb la creació l'any 1981 de l'Institut de Fusió Nuclear, un prestigiós centre d'investigació a l'Escola Tècnica Superior d'Enginyers Industrials de Madrid.